# Domus

Plano de una domus típica.

Domus es la palabra latina con la que se conoce a un tipo de casa romana. Las domus eran las viviendas de las familias de un cierto nivel económico, cuyo cabeza de familia (paterfamilias) llevaba el título de dominus. La erupción del Vesubio en el 79 d. C. que sepultó Pompeya y Herculano, ha conservado muchas de ellas en un magnífico estado y ha permitido a los arqueólogos realizar estudios sobre su arquitectura. Por lo general, se tiende a confundir a la Domus con el modelo estándar de casa romana, pero esto está bastante alejado de la realidad, ya que un altísimo porcentaje de la población vivía en otro tipo de viviendas, elaboradas con materiales perecederos.

## Descripción
Las medidas de una domus de gran tamaño, podían llegar a 120 metros de largo por 30 metros de ancho. El modelo habitual constaba de una sola planta. A la entrada de la casa había una puerta ianua –el bifronte dios Jano era el de las puertas, y su mes, enero, abría el año–) vigilada por un esclavo portero ([cella ostiarii] o ianitor). Esta puerta no daba directamente a la calle, sino que se encontraba al medio de un vestíbulo (vestibulum), de reducidas proporciones. Tras acceder a la casa por el vestíbulo se llegaba, a través de las fauces, al atrio (atrium), elemento característico de la domus, un patio cubierto y con una abertura central (el compluvium) por la que entraba el agua de lluvia (que se recogía en el impluvium). 
El atrio constituía el centro de la vida doméstica, en él se exhibían las estatuas de los antepasados (maiorum imagines) y se hacían ofrendas a los dioses protectores de la domus (en el lararium). También tenía lugar en el atrio la salutatio matutina de los clientes vinculados al dueño de la casa. El tablinum (anexo al atrio) fue inicialmente la pieza donde dormía el dueño de la casa, pero se terminó convirtiendo en su despacho, lo que incluía la función de archivo. El triclinio (triclinium) era la estancia donde se celebraba la cena (la comida vespertina, que se celebraba como reunión familiar o con los amigos), y disponía de klynai para que los comensales se recostaran. Los cubicula servían de dormitorios. Otras estancias eran la cocina (culina) y los baños. También existían bodegas subterráneas. A partir del siglo II a. C. comienzan a construirse peristilos (peristylium) por influencia griega; eran patios ajardinados rodeados de columnas, que irán ganando protagonismo en detrimento del atrio, que pierde su función hacia el siglo I d. C.

## Origen
El término domus es muy antiguo, de etimología indoeuropea (*dom-), que designaba a la familia de tres generaciones y tiene su origen en la raíz *dem-, construir. 
Su forma arcaica es conocida por las urnas funerarias encontradas en las necrópolis del antiguo Foro Romano, las cuales tenían forma de una cabaña redondeada con una única habitación. Los vestigios encontrados en el Monte Palatino y datados en el siglo VIII a. C. confirman esta inicial planta arquitectónica tan modesta.
La influencia etrusca de finales del periodo de la monarquía romana ve nacer la domus con una estructura rectangular y con varias habitaciones. Sin embargo la morada permanecía con un estilo rústico, como testimonia la designación de la casa por la palabra hortus ("huerta") utilizada en la Ley de las Doce Tablas, y que se traduce en la relación aún estrecha entre la vivienda y su jardín cerrado.

## Evolución

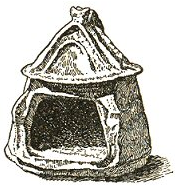
Urna funeraria en forma de cabaña arcaica.

Una de las casas más antiguas es la denominada «Casa del Cirujano» (Chirurgo) en Pompeya, del siglo III a. C., con un atrio tipo toscano y una disposición atrio-tablinum. A comienzos del siglo II a. C. el peristilo se convierte en el centro de la actividad social de sus habitantes. Un ejemplo de esta época es la Casa del Fauno de Pompeya. Las domus comienzan a ser cada vez más suntuosas y se construyen varios triclinia (triclinios) alrededor del peristilo. El salón de reuniones columnado (oecus), cubierto por bóvedas, aparece en el siglo I a. C. y con él se multiplican las estancias dedicadas al ocio que ahora se distribuyen en torno al peristilo en lugar de en torno al atrio, que pierde protagonismo. Aparecen los mármoles para decorar las estancias principales y el hipocausto (hypocaustum) que calienta las habitaciones de la casa y permite la construcción de termas. 
En el siglo I aparecen impresionantes casas cuyos peristilos con fuentes, grandes jardines e incluso lagos artificiales son sitios para el paseo y la tertulia. Ya en época altoimperial se transforma el peristilo, quedando este abierto y con una fuente monumental en su centro. Las grandes ventanas y habitaciones para banquetes son características de esta época a la que pertenece la «Casa de Amor y Psique» en Ostia.

## Lecturas complementarias
- Fernández Vega, Pedro Ángel (2003). La casa romana. Madrid: Editorial Akal. ISBN 978-84-460-2076-9.